# Калоре (Венеција)
Калоре (итал. Calore) је насеље у Италији у округу Венеција, региону Венето.
Према процени из 2011. у насељу је живело 69 становника. Насеље се налази на надморској висини од 1 м.